# کمربند

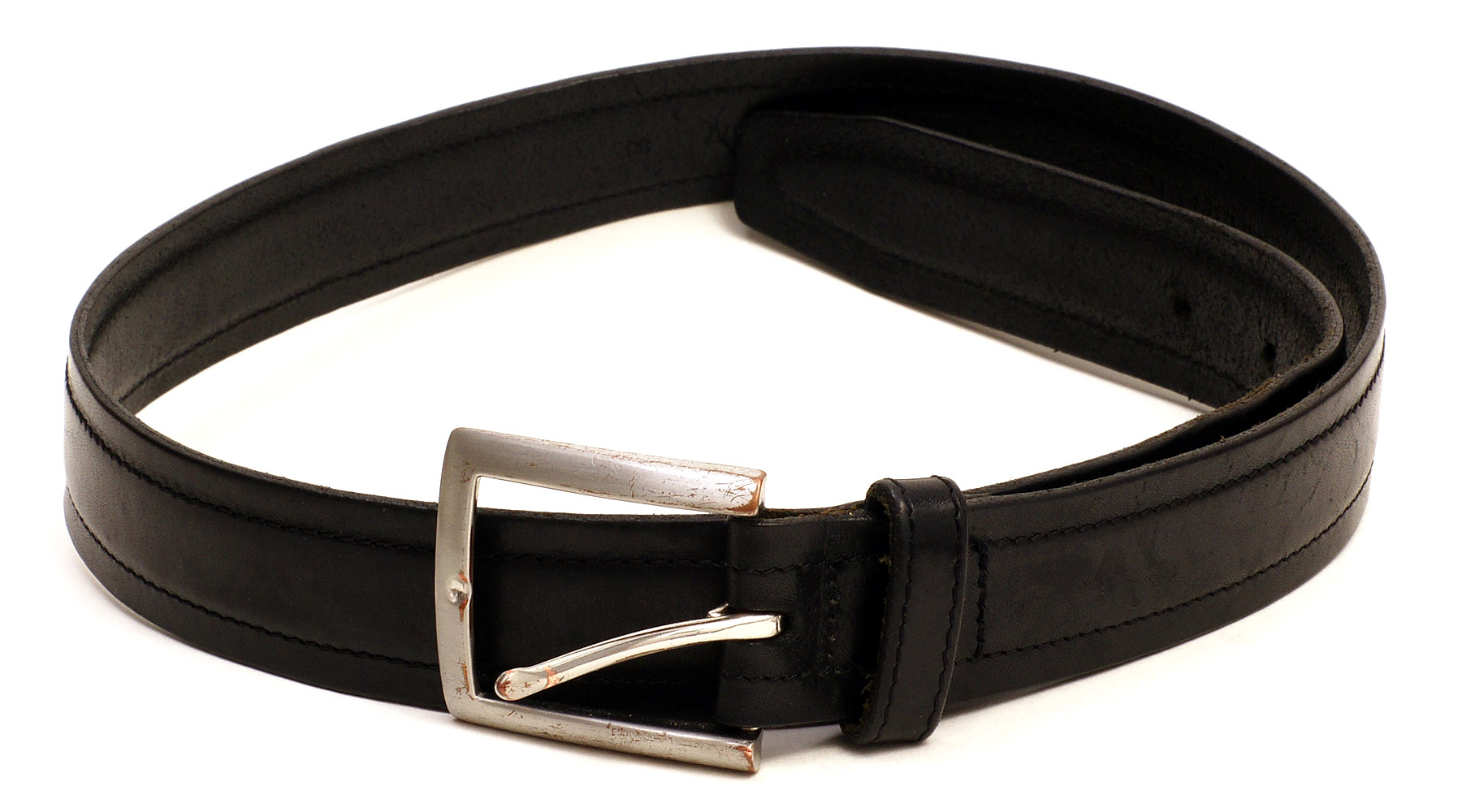
یک کمربند رایج از جنس چرم

کَمَربَند یک نوار یا تسمه باریک و انعطاف‌پذیر از جنس چرم یا لاستیک می‌باشد که دور کمر بسته می‌شود. کمربند به منظور نگاه داشتن شلوار یا دیگر البسه به کار می‌رود. کاربرد و استفاده کمربند به عصر برنز برمی‌گردد. کمربند هم برای خانم‌ها و هم برای آقایان مورد استفاده قرار می‌گیرد. شکل و شمایل کمربندها با توجه به مد روز متغیر است. کارگران و مهندسان برای آویختن و همراه داشتن ابزارآلات از کمربند استفاده می‌کنند. نیروهای امنیتی و پلیس نیز برای آویختن و حمل جنگ‌افزار، دست‌بند و غیره از کمربند استفاده می‌کنند. معمولاً در طول کمربند سوراخ‌هایی به منظور گیرکردن و محکم کردن سوزن سگک و تنظیم اندازه آن وجود دارد.
نحوه کوتاه کردن کمربند
چنانچه کمربندی که خریده اید بلندتر از سایز شماست میتوانید طبق دستورالعمل زیر آن را کوتاه و با اندازه کمر خودتان تنظیم نمایید. ۱-ابتدا پیچ پشت کمربند را باز کنید ۲-سپس سگک را به‌طور کامل از کمربند جدا نمایید. ۳-اندازه کمربند را با دور کمر خودتان اندازه گرفته و اضافه آن را ببرید. ۴-قسمت بریده شده را بر روی کمربند قرار داده و محل مناسب برای سوراخ کردن را مشخص نمایید. ۵-محل مشخص شده را با سمبه سوراخ نمایید( توجه داشته باشید که در زیر کمربند حتماً تخته چوبی یا لاستیک برش قرار دهید) ۶-در آخر سگگ را در جای خود ببندید.

## نگارخانه

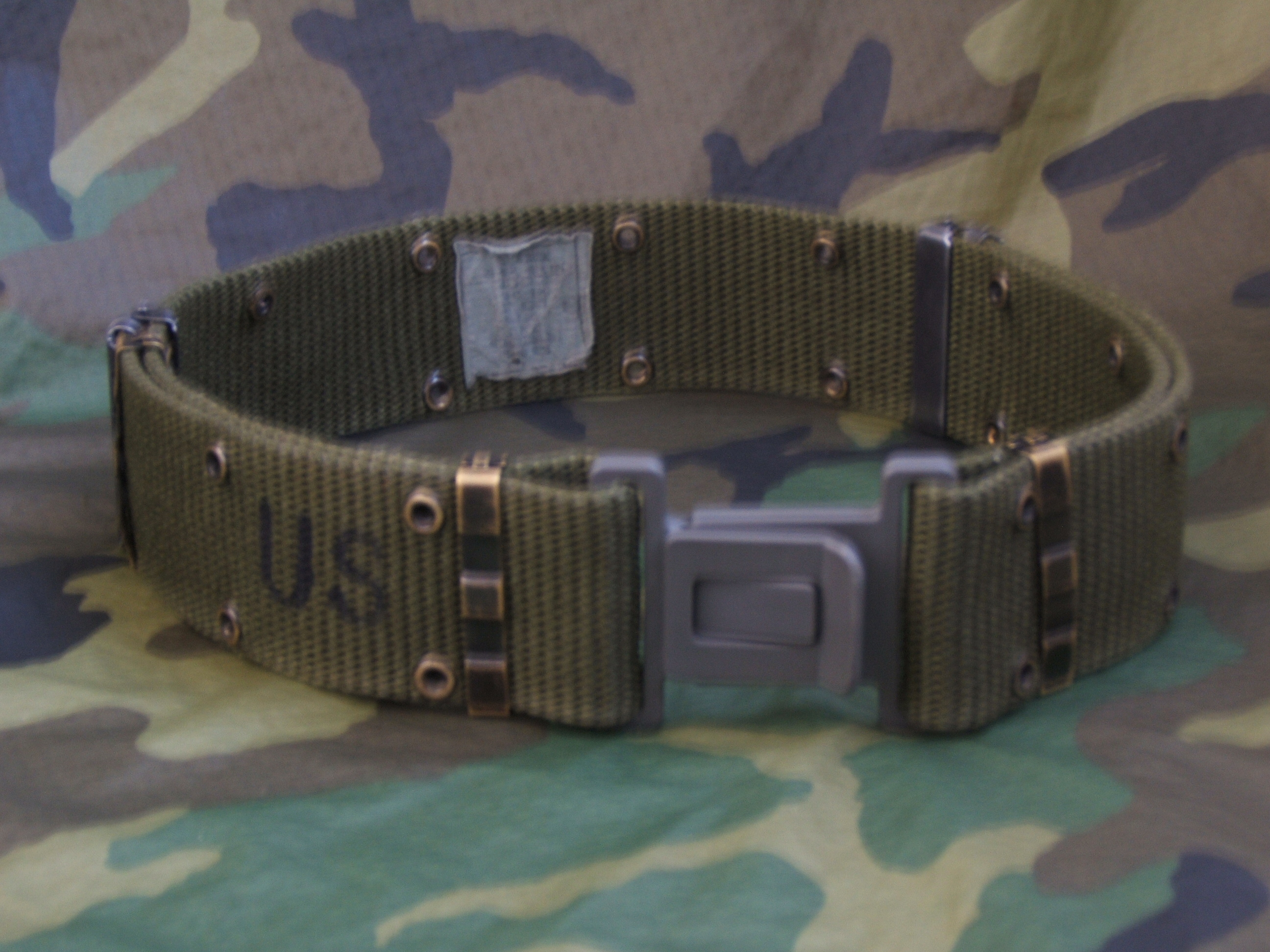
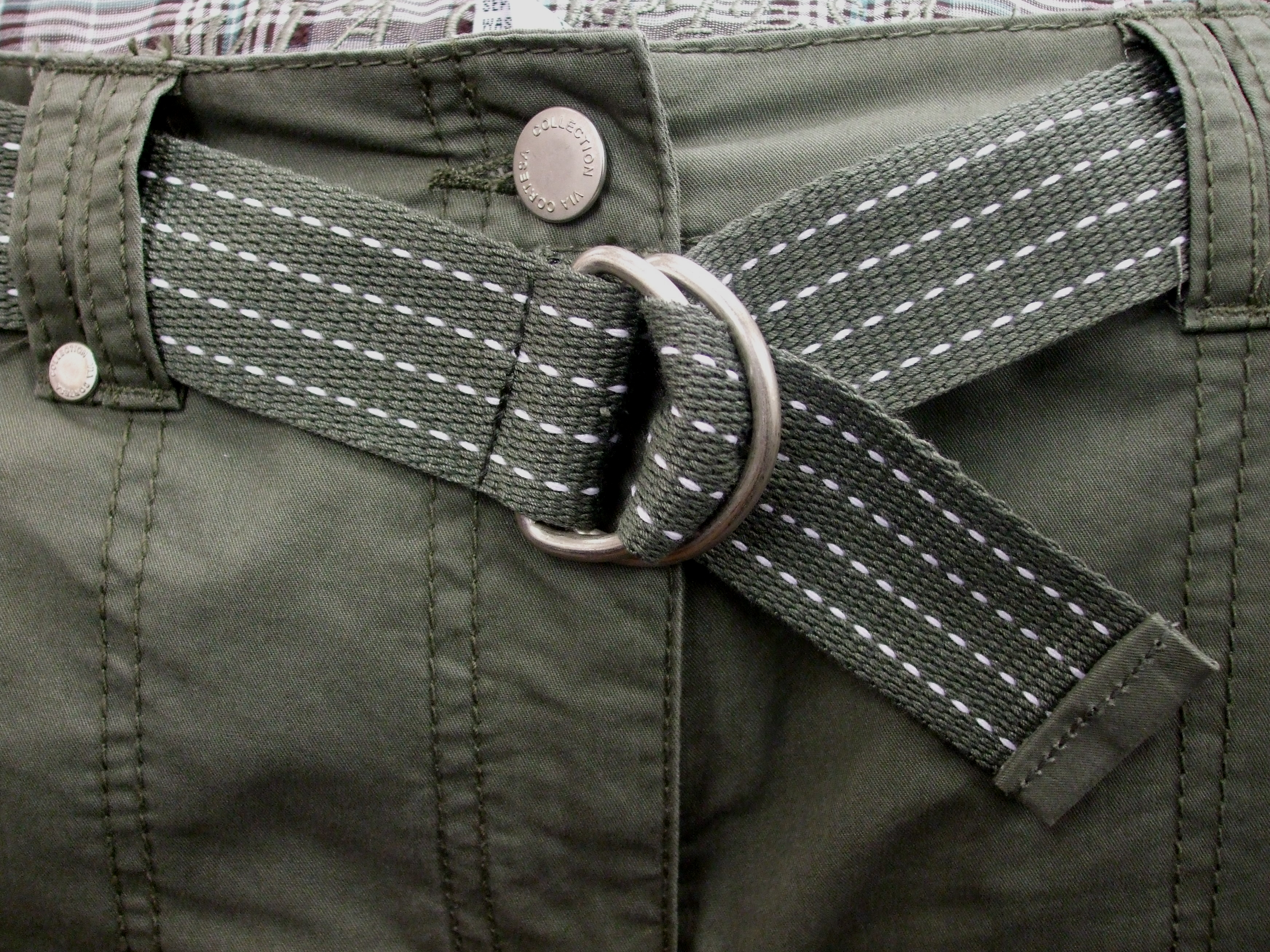
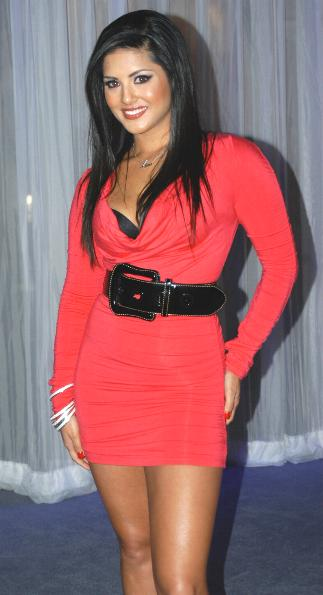
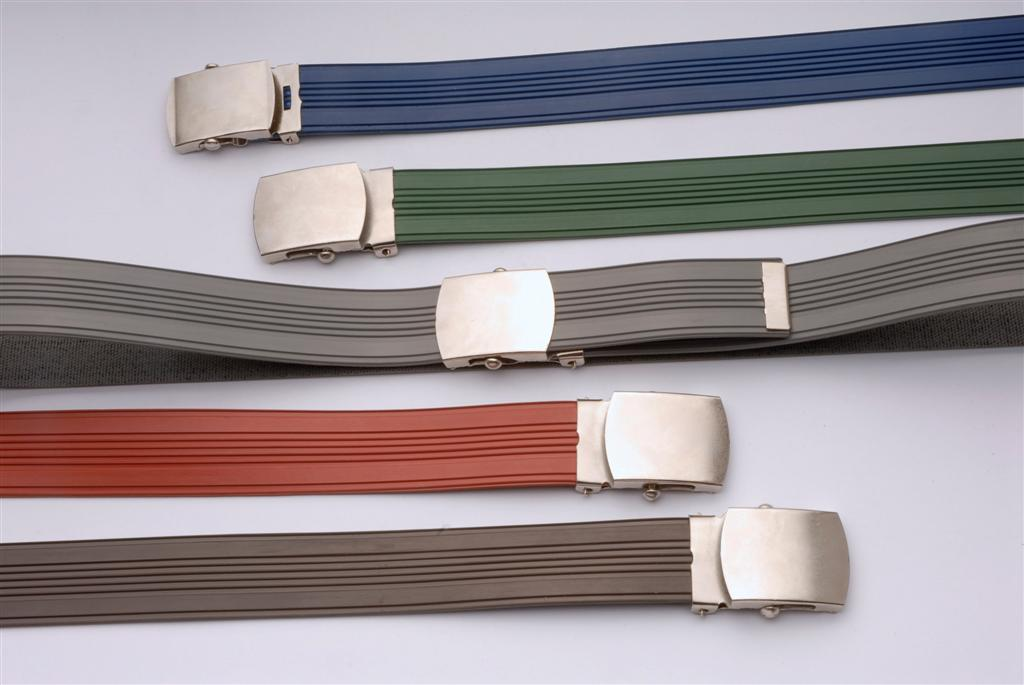